# Pikfał

Przykładowy schemat przebiegu fału foka (1), gardafału (2) oraz pikfału (3) na małej jednostce żaglowej typu slup z ożaglowaniem gaflowym

Pikfał – element olinowania ruchomego występujący przy ożaglowaniu gaflowym. Fał ten mocowany jest do piku gafla zazwyczaj przez wodzik (prowadnicę). Przy żaglu występuje w parze z gardafałem. Podczas stawiania ożaglowania w pierwszej kolejności wybierany jest pikfał, aby unieść pik gafla, a następnie oba pikfał i gardafał. 